# Garden State
Pour plus de détails, voir Fiche technique et Distribution.
Garden State est un film américain réalisé par Zach Braff et sorti en 2004. Il tient également le rôle principal, aux côtés de Natalie Portman et Peter Sarsgaard, Ian Holm. Cette comédie dramatique raconte la vie d'Andrew Largeman, un aspirant acteur de 26 ans qui retourne dans sa ville natale dans le New Jersey après le décès de sa mère. L'intrigue est en partie basée sur la propre vie de Zach Braff, qui signe ici son premier long métrage comme réalisateur.
À sa sortie, le film reçoit globalement de bonnes critiques presse et est un succès commercial.

## Synopsis
Andrew Largeman vit à Los Angeles où il essaye, sans trop de succès, de devenir acteur. Complètement assommé par la quantité de médicaments qu'il prend, il semble avoir perdu le goût de la vie, vivant au jour le jour dans une attitude de désinvolture totale. Il travaille dans un restaurant vietnamien où il doit supporter un patron et des clients désagréables.
Un jour, il se réveille d'un rêve — dans lequel il se trouvait dans un avion sur le point de s'écraser — et remarque qu'il a reçu un message téléphonique de la part de son père Gideon, qui lui annonce que sa mère, paraplégique, vient de mourir, après s'être noyée dans son bain.
Andrew quitte donc Los Angeles et retourne dans sa maison d'enfance dans le New Jersey pour assister aux funérailles. Il reconnaît d'ailleurs les fossoyeurs, ses vieux amis Mark et Dave, qui l'invitent le soir même à une fête où ils se retrouvent avec Jesse, un autre vieil ami qui vient de gagner une fortune après avoir créé un « Velcro » silencieux.
Dans la salle d'attente d'un docteur, il rencontre Samantha, une étrange et belle épileptique, dont il va petit à petit tomber amoureux.

## Fiche technique
Sauf indication contraire, les informations mentionnées dans cette section peuvent être confirmées par la base de données cinématographiques IMDb,  présente dans la section « Liens externes ».
- Titre original et français : Garden State
- Réalisation et scénario : Zach Braff
- Musique : Chad Fischer (en) et Alexi Murdoch
- Costumes : Michael Wilkinson
- Photographie : Lawrence Sher
- Montage : Myron I. Kerstein
- Production : Dan Halsted (en), Richard Klubeck et Pamela Abdy
- Sociétés de production : Camelot Pictures, Jersey Films, Double Features Films et Gilbert Films
- Distribution : Fox Searchlight Pictures (États-Unis), Miramax (hors États-Unis), Buena Vista International (France)
- Budget : 2 500 000 $
- Langue originale : anglais
- Pays de production :  États-Unis
- Formats : couleurs - 2,35:1 - Dolby Digital - 35 mm
- Genre : comédie dramatique et romantique
- Durée : 102 minutes
- Dates de sortie :
  - États-Unis : 28 juillet 2004
  - France : 20 avril 2005
- Classification[2] :
  - États-Unis : R
  - France : tous publics

## Distribution
- Zach Braff (VF : Alexis Tomassian) : Andrew Largeman
- Natalie Portman (VF : Sylvie Jacob) : Samantha
- Peter Sarsgaard (VF : Guillaume Lebon) : Mark
- Ian Holm (VF : Bernard-Pierre Donnadieu) : Gideon Largeman
- Jean Smart : Carol
- Alex Burns (VF : Emmanuel Garijo) : Dave
- Ron Leibman (VF : Bernard Tiphaine) : Docteur Cohen
- Method Man (VF : Julien Kramer) : Diego
- Ann Dowd (VF : Brigitte Virtudes) : Olivia
- Armando Riesco (en) (VF : Thomas Roditi) : Jesse
- Michael Weston (VF : Cédric Dumond) : Kenny
- Jim Parsons : Tim le Chevalier
- Denis O'Hare (VF : Éric Legrand) : Albert
- Jackie Hoffman : tante Sylvia Largeman
- Ato Essandoh : Titembay
- Diane Salinger : la mère d'Andrew (en photo)

Sources et légende : Version française selon le carton de doublage français.

## Production
Le tournage a lieu dans le New Jersey (Wallington, Cranford, Roseland, Tenafly, Morris Plains, Livingston, Mahwah, Newark, Roseland, South Orange). La scène du restaurant vietnamien a été filmée à Williamsburg à Brooklyn alors que la scène à l'aéroport a été réalisé à l'aéroport international de New York - John-F.-Kennedy.

## Bande originale
La musique du film est composée par Alexi Murdoch et Chad Fischer. La bande originale contient cependant les différentes chansons non originales présentes dans le film. L'album est publié par Epic Records et Fox Music le 10 août 2004. L'album remporte le Grammy Award de la meilleure bande originale de compilation pour les médias visuels (Grammy Award for Best Compilation Soundtrack for Visual Media).
La chanson Orange Sky d'Alexi Murdoch est entendue lorsque les personnages sortent de la maison de Sam pour enterrer son hamster, mais ne figure pas sur la bande originale officielle du film.
| Liste des titres | Liste des titres                          | Liste des titres                                                                     | Liste des titres              | Liste des titres | Liste des titres | Liste des titres | Liste des titres | Liste des titres | Liste des titres |
| No               | Titre                                     | Auteur                                                                               | Interprètes                   | Durée            |                  |                  |                  |                  |                  |
| ---------------- | ----------------------------------------- | ------------------------------------------------------------------------------------ | ----------------------------- | ---------------- | ---------------- | ---------------- | ---------------- | ---------------- | ---------------- |
| 1.               | Don't Panic                               | Berryman, Buckland, Champion, Martin                                                 | Coldplay                      | 2:17             |                  |                  |                  |                  |                  |
| 2.               | Caring Is Creepy                          | James Mercer                                                                         | The Shins                     | 3:20             |                  |                  |                  |                  |                  |
| 3.               | In the Waiting Line                       | Sophie Barker, Henry Binns et Sam Hardaker                                           | Zero 7                        | 4:33             |                  |                  |                  |                  |                  |
| 4.               | New Slang                                 | James Mercer                                                                         | The Shins                     | 3:51             |                  |                  |                  |                  |                  |
| 5.               | I Just Don't Think I'll Ever Get Over You | Colin Hay                                                                            | Colin Hay                     | 5:18             |                  |                  |                  |                  |                  |
| 6.               | Blue Eyes                                 | Cary Brothers                                                                        | Cary Brothers & Jason Kanakis | 4:18             |                  |                  |                  |                  |                  |
| 7.               | Fair                                      | August Cinjun Tate, Shelby Tate, Cedric Lemoyne, Jeffrey Cain Thompson, Gregory Slay | Remy Zero                     | 3:54             |                  |                  |                  |                  |                  |
| 8.               | One of These Things First                 | Nick Drake                                                                           | Nick Drake                    | 4:49             |                  |                  |                  |                  |                  |
| 9.               | Lebanese Blonde                           | Rob Garza, Eric Hilton                                                               | Thievery Corporation          | 4:46             |                  |                  |                  |                  |                  |
| 10.              | The Only Living Boy in New York           | Paul Simon                                                                           | Simon and Garfunkel           | 3:59             |                  |                  |                  |                  |                  |
| 11.              | Such Great Heights                        | Ben Gibbard, Jimmy Tamborello                                                        | Iron & Wine                   | 4:12             |                  |                  |                  |                  |                  |
| 12.              | Let Go                                    | Imogen Heap, Guy Sigsworth                                                           | Frou Frou                     | 4:12             |                  |                  |                  |                  |                  |
| 13.              | Winding Road                              | Bonnie Somerville, David Weisberg                                                    | Bonnie Somerville             | 3:27             |                  |                  |                  |                  |                  |
| 52:55            |                                           |                                                                                      |                               |                  |                  |                  |                  |                  |                  |

## Distinctions principales
(en) Récompenses pour Garden State sur l’Internet Movie Database

### Récompenses
- Florida Film Critics Circle : prix Pauline Kael de la meilleure révélation pour Zach Braff
- National Board of Review : meilleur réalisateur débutant
- Phoenix Film Critics Society : révélation de l'année - derrière la caméra
- Hollywood Film Festival : réalisateur révélation de l'année
- Chicago Film Critics Association : meilleur nouveau réalisateur
- Central Ohio Film Critics Association Awards 2005 : artiste le plus prometteur pour Zach Braff
- Grammy Awards 2005 : meilleure bande originale de compilation pour les médias visuels

### Nominations
- Festival du film de Sundance 2004 : grand prix du jury
- Satellite Awards 2005 : meilleure actrice pour Natalie Portman et meilleur acteur dans un second rôle pour Peter Sarsgaard

## Clins d’œil
- Des phrases sont prononcées en klingon, une langue créée pour les séries et films Star Trek.
- Les personnages parlent d'Aldous Huxley (en faisant une erreur sur son nom, il est nommé Aldous Huxtable, Huxtable étant le patronyme des personnages du Cosby Show) et de son livre Le Meilleur des mondes.
- À plusieurs reprises, dans la version française, on peut entendre des références à Star Wars dans la bouche de Natalie Portman (Padmé Amidala dans la deuxième trilogie de Star Wars) : « Je recharge mes batteries, je suis un droïde » ou encore « C'est le côté clair ».
- La moto d'Andrew est une Dniepr[5].